# IEEE 802.1Q
IEEE 802.1Q (též VLAN Tagging) je v informatice standard vyhlášený pracovní skupinou IEEE 802.1, který umožňuje jednu fyzickou ethernetovou síť rozdělit na více logických sítí (tzv. VLAN) pomocí rozšíření hlavičky ethernetového rámce o další položky. Shortest Path Bridging začleněna do IEEE 802.1Q-2014

## Využití
IEEE 802.1Q vkládá do hlavičky ethernetového rámce 32bitovou položku, která definuje virtuální síť (VLAN) a umožňuje tak rozdělit fyzickou síť na více logických sítí. Označené ethernetové rámce jsou pak doručeny pouze těm zařízením, která patří do dané virtuální LAN sítě. Označit rámec může již vysílající stanice, případně ji může přidat (nebo odebrat) switch na základě prakticky libovolných kritérií. Značky jsou často přidávány na základě připojení do fyzického portu switche.
Příkladem využití může být hotová LAN síť, kterou je nutné z nějakého důvodu rozdělit na menší podsítě. Pomocí VLAN je možné síťový provoz v jednotlivých VLAN od sebe oddělit bez toho, aby bylo nutné fyzicky oddělit jednotlivé kabely a switche (ovšem za předpokladu, že to switch umožňuje, tzn. že je s managementem).

## Formát rámce
Formát rámce se popisuje pomocí oktetů, což je osmice bitů. Zde je tabulka ve které je zobrazen rozdíl v rámci s využitím VLAN a bez nich.
| Preambule         | SFD               | MAC cíle | MAC zdroje | Typ/délka | Data a výplň   | CRC32    | Mezera mezi rámci |
| ----------------- | ----------------- | -------- | ---------- | --------- | -------------- | -------- | ----------------- |
| 7× oktet 10101010 | 1× oktet 10101011 | 6 oktetů | 6 oktetů   | 2 oktety  | 46-1500 oktetů | 4 oktety | 12 oktetů         |

| Preambule         | SFD               | MAC cíle | MAC zdroje | 802.1Q Hlavička           | 802.1Q Hlavička      | Typ/délka | Data a výplň   | CRC32    | Mezera mezi rámci |
| ----------------- | ----------------- | -------- | ---------- | ------------------------- | -------------------- | --------- | -------------- | -------- | ----------------- |
| 7 oktetů 10101010 | 1× oktet 10101011 | 6 oktetů | 6 oktetů   | 2 oktety VLAN protokol ID | 2 oktety PCP/CFI/VID | 2 oktety  | 42-1500 oktetů | 4 oktety | 12 oktetů         |

### Popis rámce
- Preambule – 7 oktetů, střídavě binární 0 a 1, slouží k synchronizaci hodin příjemce
- SFD – označení začátku rámce, oktet 10101011
- MAC cíle – MAC adresa cílového síťového rozhraní o délce 48 bitů
- MAC zdroje – MAC adresa zdrojového síťového rozhraní
- 802.1Q Hlavička – skládá se ze 2 oktetů VLAN protokol ID a 2 oktetů složených z PCP/CFI/VID
  - VLAN protokol ID: jedná se o takzvaný identifikátor typu rámce a obsahuje hodnotu 0x8100. Pro zařízení která pracují s VLAN je to identifikátor toho, že další dva oktety ponesou informace o VLAN.
  - Priority Code Point (PCP) – PCP obsahuje tříbitovou hodnotu uživatelské priority rámce. Priorita určuje do jaké fronty daný rámec zařízení zařadí. Pro tento účel měl vzniknout standard 802.1p.
  - Canonical Format Indicator (CFI) – CFI je identifikátor, který říká v jakém pořadí je přenášen rámec. Může se přenášet kanonickým tvarem (little endian), který se používá v ethernetu, nebo nekanonickým (big endian), který se používá v Token Ringu a FDDI. Hodnota příznaku je negována takže pokud je příznak 0, je rámec přenášen kanonickým tvarem.
  - VLAN Identifier (VID) – VID je dvanáctibitové číslo, které nám identifikuje číslo VLANu. Z toho plyne že je možné mít maximálně 4096 různých VLANů, ale z nich jsou ještě dvě čísla rezervována a to 0xFFF (4095) a 0x000 (0)
- Typ/délka
  - pro Ethernet II je to pole určující typ vyššího protokolu
  - pro IEEE 802.3 udává délku pole dat
- Data – pole dlouhé minimálně 46 a maximálně 1500 oktetů (46—1500 B); minimální délka pole je nutná pro správnou detekci kolizí v rámci segmentu
- Výplň – vyplní zbytek datové části rámce, pokud je přepravovaných dat méně než 46 B
- CRC32 – kontrolní součet 32bitový kontrolní kód, který se počítá ze všech polí s výjimkou preambule a CRC; slouží ke kontrole dat a zajišťuje základní ochranu dat – příjemce si jej vypočítá z obdrženého rámce a pokud výsledek nesouhlasí s hodnotou pole, rámec zahodí jako vadný a nemůže se stát, že se vyhodnotí chybná data.